# Paint Rock, Texas
Paint Rock är administrativ huvudort i Concho County i Texas. Enligt 2010 års folkräkning hade Paint Rock 273 invånare.